# 金力明
金力明（1955年—），筆名青頭巾，籍貫浙江杭州，香港兒童文學作家。

## 生平
金力明的中小學生活都在杭州渡過，1983年定居香港，同年以童話《玉》獲得香港電台舉辦的香港電台（城市故事）創作紀念獎。此後在1985年至1990年連續六次獲得新雅兒童文學獎，又多次獲得市政局中文文學創作獎、青年文學獎、中文文學創作獎兒童故事組的獎項。
1993年，她與長隨合作成立現代漢語文學基金會。

## 作品
- 小說：
  - 《約期》（長隨合著）
  - 《禿美人》（長隨合著）
  - 《陌生的面》
- 童話：
  - 《毛毛蟲》
  - 《小飛將》
  - 《木偶久久》
  - 《會變顏色的烏鴉》